# Edward Elgar

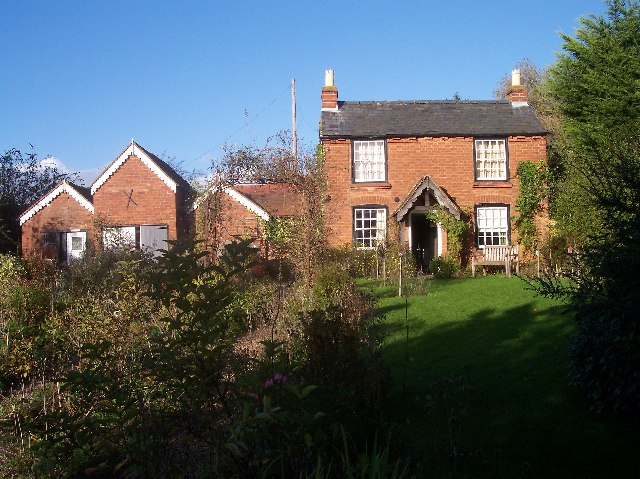
Miejsce urodzin Edwarda Elgara

Sir Edward William Elgar (ur. 2 czerwca 1857 w Broadheath, zm. 23 lutego 1934 w Worcester) – brytyjski kompozytor. 
Pozostawił po sobie dwie symfonie (śmierć w 1934 r. przerwała pracę nad trzecią). Utwory te uważane są za jedne z najważniejszych brytyjskich utworów symfonicznych.

## Życiorys
Do czasu sukcesu wariacji na temat własny „Enigma” w 1899 uważano go za prowincjonalnego kompozytora i samouka niewartego zainteresowania.
Na początku swojej kompozytorskiej kariery Elgar napisał kilka krótkich utworów, które zyskały popularność. Jednym z utworów, który przyniósł mu sławę zanim stworzył utwory na orkiestrę, jest „Chanson de Matin”.
Przez 42 lata musiał czekać na zasadniczy przełom w swojej karierze. Do sławy Elgara przyczynił się wybuch I wojny światowej, kiedy stał się uznanym kompozytorem. Jego pozycja umocniła się po stworzeniu utworów na chór i orkiestrę.
W 1915 roku Edward Elgar skomponował preludium symfoniczne „Polonia” (op. 76), na prośbę Emila Młynarskiego, współzałożyciela polskiej Filharmonii Narodowej. Utwór oparł na melodiach „Mazurka Dąbrowskiego”, „Z dymem pożarów”, „Nokturnu g-moll” Fryderyka Chopina, „Fantazji polskiej” Ignacego Paderewskiego oraz „Warszawianki 1905 roku”. Elgar zadedykował utwór Paderewskiemu i osobiście dyrygował orkiestrą podczas pierwszego publicznego wykonania w Queen’s Hall w Londynie, 6 lipca 1915 roku. Koncertowi towarzyszyła zbiórka na rzecz Szwajcarskiego Komitetu Generalnego Pomocy Ofiarom Wojny w Polsce.
Podczas wojny Elgar stworzył serię patriotycznych utworów, a gdy wojna dobiegła końca serię trzech kompozycji kameralnych: sonatę na skrzypce op. 82, kwartet smyczkowy op. 83 oraz kwintet na fortepian op. 84.
Na początku 1917 r. Elgar wraz z żoną postanowili wyjechać z Londynu. Znaleźli miejsce – maleńką wioskę w rolniczym Sussex. Tam też powstały trzy wspomniane utwory. Z różnych wspomnień Elgara z tamtych lat wiadomo, że okolica go zauroczyła. Codziennie wybierał się na spacery do lasu. Pojawiają się sugestie, że to lasy wpłynęły na muzykę Elgara.
Pozostawił po sobie symfonie, oratoria, utwory kameralne, piosenki, utwory instrumentalne i marsze. Pisał też operę, ale pracę nad nią przerwała mu śmierć w 1934.
Elgar uprawiał wiele gatunków muzycznych, lecz sławę przyniosły mu te na orkiestrę, jak np. wariacje „Enigma” op. 36 z 1899 uznawane przez krytyków za arcydzieło. Uzupełniły one wcześniejsze: Imperial march, King Olaf czy Caractus i tym samym sprawiły, że Elgar został zauważony przez świat. W następnym roku stworzył oratorium „The dream of Gerontius”, do libretta pióra kardynała J.H. Newmana. Z początku nie odniosło sukcesu, ale publiczność wkrótce doceniła dzieło. W 1901 wykonano po raz pierwszy marsz „Pomp & circumstance march no. 1, op. 39,1”. Wolniejsza partia pt. „Land of Hope and Glory” jest najbardziej znanym utworem brytyjskim po hymnie narodowym. Jest to także jeden z czterech utworów wykonywany podczas finału dorocznych Koncertów Promenadowych „The Last Night of the Proms” (od kilku lat replika tych koncertów odbywa się także w Krakowskiej Filharmonii).
Żona Elgara, Alicja, zmarła w 1920. Kompozytor był z nią związany i wielu twierdzi, że po śmierci żony stracił chęć do pracy. Jednak to w tym czasie zaczął pisać operę "The Spanish Lady" oraz swoją trzecią symfonię.
W 1933 udał się do Paryża, gdzie dyrygował koncertem skrzypcowym w wykonaniu młodego Yehudiego Menuhina. We Francji Elgar odwiedził Deliusa w Grez-sur-Loing. W październiku u Elgara wykryto nowotwór złośliwy. Dalsza praca stała się niemożliwa.
Odznaczony Orderem Zasługi (1911), Krzyżem Wielkim Królewskiego Orderu Wiktoriańskiego (1933) oraz Krzyżem Komandorskim belgijskiego Orderu Korony (1920). W 1904 roku otrzymał tytuł szlachecki, zaś w 1931 roku tytuł baroneta. Od 1924 roku pełnił funkcję Master of the King’s Music.
Wizerunek Edwarda Elgara znajdował się na banknocie 20 funtów.